# Ruthanasia

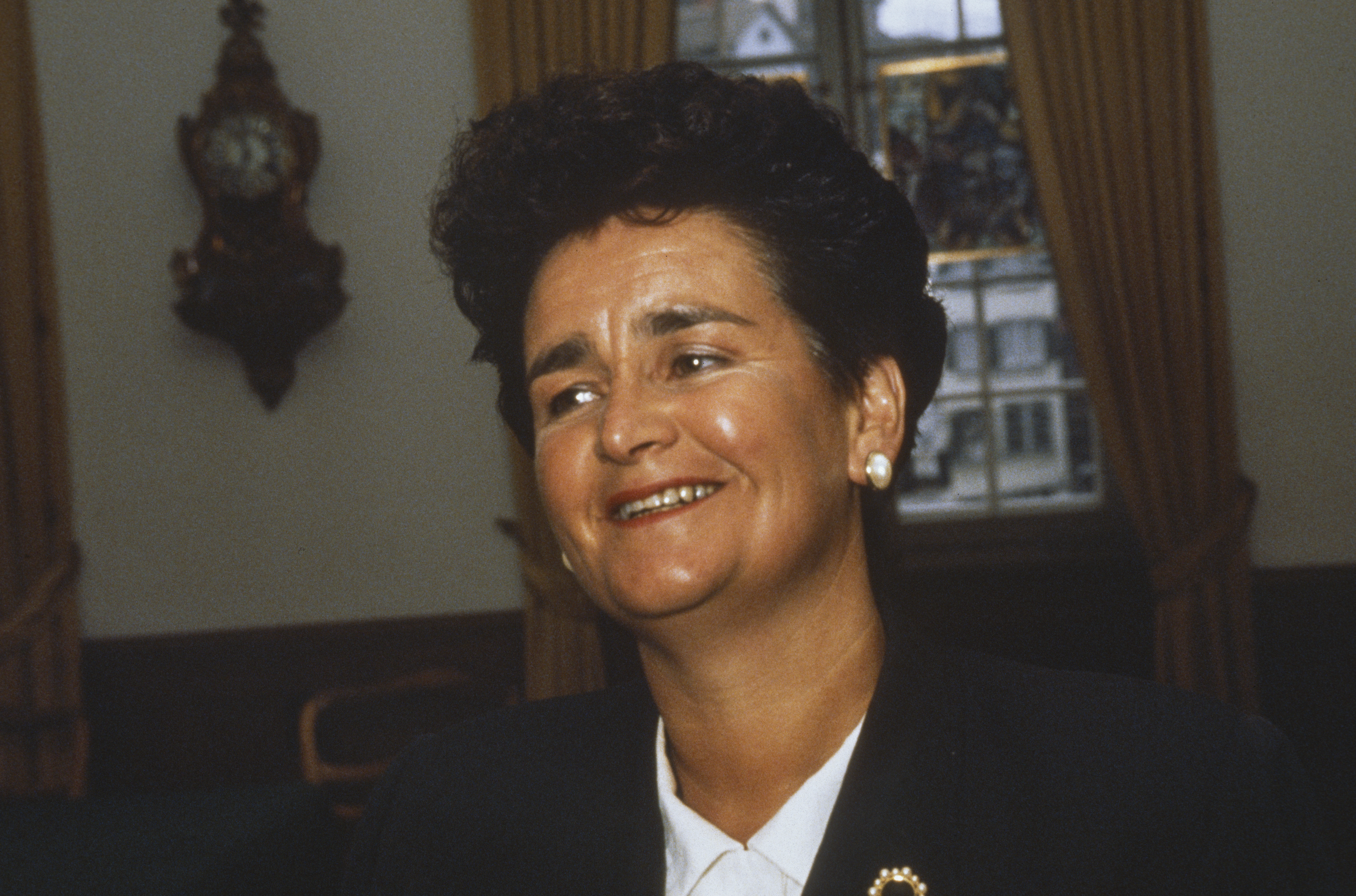
Ruth Richardson, ministre des Finances

Le terme de Ruthanasia, mot-valise de « Ruth » et « euthanasia », est le nom péjoratif donné par ses détracteurs à la période de réformes économiques en faveur du libre marché du premier mandat du quatrième gouvernement du Parti national de Nouvelle-Zélande, de 1990 à 1993. La première période de ces réformes, de 1984 à 1990, est appelé Rogernomics du nom du ministre des finances de l'époque, Roger Douglas ; Ruthanasia est tiré du prénom de la ministre des finances du Parti national, Ruth Richardson.

## Source
- (en) Cet article est partiellement ou en totalité issu de l’article de Wikipédia en anglais intitulé « Ruthanasia » (voir la liste des auteurs).